# Joigny-sur-Meuse
 Joigny-sur-Meuse  là một xã ở tỉnh Ardennes, thuộc vùng Grand Est ở phía bắc nước Pháp.